# Bodwede
Die Burg Bodwede ist die hochmittelalterliche Stammburg des Grafengeschlechts der Badwiden. Die abgegangene Niederungsburg liegt südwestlich des Ortsteils Bode der Gemeinde Hanstedt im ostniedersächsischen Landkreis Uelzen am Südrand der Niederung der Schwienau.

## Geschichte
Die Burg wird nicht explizit in der historischen Überlieferung erwähnt. Sie wird aber meist als der Stammsitz des Edelfreien Heinrich von Bodwede angesprochen, der 1138 durch den sächsischen Herzog Albrecht den Bären zum Graf von Holstein und Stormarn ernannt wurde. 1142 wurde er von Heinrich dem Löwen mit der neu geschaffenen Grafschaft Ratzeburg belehnt und gab seine Herrschaft über Bodwede danach offenbar auf. Der Besitz in Bodwede ging darauf an die Grafschaft Schwerin.

## Beschreibung
Die Burg Bodwede ist heute als rundliche Wallburg mit einem Durchmesser von max. 40 m erkennbar. Ihre Innenfläche liegt etwa 1 m über dem Niveau des umliegenden Geländes. Daher erscheint der außen ca. 2,5 m hohe Wall innen deutlich flacher. Ohnehin ist er nur noch im Süden und Norden streckenweise erhalten. Der umgebende Graben ist 3–5 m breit und im Südwesten und Nordosten verfüllt. Laut damaligen Beschreibungen der Burg war in der Mitte des 19. Jahrhunderts noch ein zweiter Grabenring vorhanden. Da bisher keine archäologischen Untersuchungen stattgefunden haben, liegen keine Erkenntnisse über die ehemalige Innenbebauung vor. 